# Ministère de l'Économie, des Finances et du Commerce extérieur (Venezuela)
Pour les articles homonymes, voir Ministère de l'Économie et des Finances.
Le ministère de l'Économie, des Finances et du Commerce extérieur (Ministerio del Poder Popular de Economía, Finanzas y Comercio Exterior, en espagnol, littéralement, « ministère du Pouvoir populaire pour l'Économie, les Finances et le Commerce extérieur ») est un ministère du gouvernement du Venezuela dont les portefeuilles similaires datent de 1810 avec la constitution d'un secrétariat aux Impôts. 

## Chronologie
Les prémices d'un portefeuille portant sur les questions économiques datent du 25 avril 1810 lorsque est fondé le Secrétariat aux Impôts. Le 15 août 1819, avec la deuxième Constitution du Venezuela sous la Troisième République, les premiers ministères voient le jour, dont celui des Impôts. 
En 1999, le ministère des Impôts devient le ministères des Finances selon le décret 253, publié au Journal Officiel (Gaceta official) n°36775 du 30 août 1999. En 2008, la dénomination du portefeuille change en « Ministère du Pouvoir Populaire pour l'Économie et les Finances » selon le décret présidentiel n°6236 publié au Journal Officiel n°38974 du 16 juillet 2008. Le 1er février 2010, le décret n°7187 publié au Journal Officiel n°39358 autorise la fusion entre le ministère du Pouvoir Populaire pour la Planification et le Développement avec celui du Pouvoir Populaire pour l'Économie et les Finances pour devenir le ministère du Pouvoir Populaire pour la Planification et les Finances. 
En 2013, le décret présidentiel n°1 publié au Journal Officiel n°40151 du 22 avril 2013 scinde de nouveau le ministère en deux entités distinctes, le ministère du Pouvoir Populaire pour les Finances et le ministère du Pouvoir Populaire de la Planification.
En 2014, la dénomination est de nouveau modifié selon le décret n°737 publié au Journal Officiel n°40335 du 16 janvier 2014 et le portefeuille devient ministère du Pouvoir Populaire pour l'Économie, les Finances et la Banque publique.
En 2017, ce dernier fusionne avec le ministère de l'Industrie et du Commerce pour prendre le nom de ministère de l'Économie, des Finances selon la résolution n°2651 publiée au Journal Officiel du 4 janvier 2017. Cette fusion a pour but de regrouper les compétences en matières économique, financière, industrielle et commerciale.

## Liste des ministres

### Ministres de l'Économie et des Finances et du Commerce extérieur (depuis 2020?)
En 2021, le site Internet du ministère indique que son intitulé complet est Ministerio del Poder Popular de Economía, Finanzas y Comercio Exterior, soit « ministre du Pouvoir populaire de l'Économie, des Finances et du Commerce extérieur ».
| Image | Nom                      | Parti | Début             | Fin             |
| ----- | ------------------------ | ----- | ----------------- | --------------- |
|       | Delcy Rodríguez          |       | 10 septembre 2020 | 27 août 2024    |
|       | Anabel Pereira Fernández |       | 27 août 2024      | 10 janvier 2025 |
|       | Anabel Pereira Fernández |       | 10 janvier 2025   |                 |

### Ministre de l'Économie et des Finances (2017-2020)
En 2017, le ministère de l'Économie, les Finances et la Banque publique fusionne avec le ministère de l'Industrie et du Commerce pour prendre le nom de ministère de l'Économie, des Finances selon la résolution n°2651 publiée au Journal Officiel du 4 janvier 2017.
| Image | Nom         | Parti | Début           | Fin               |
| ----- | ----------- | ----- | --------------- | ----------------- |
|       | Simón Zerpa |       | 26 octobre 2017 | 10 septembre 2020 |
|       | Ramón Lobo  |       | 4 janvier 2017  | 26 octobre 2017   |

### Ministres de l'Économie, des Finances et de la Banque publique (2014-2017)
En 2014, la dénomination est de nouveau modifié selon le décret n°737 publié au Journal Officiel n°40335 du 16 janvier 2014 et le portefeuille devient ministère du Pouvoir Populaire pour l'Économie, les Finances et la Banque publique.
| Image | Nom                    | Parti | Début           | Fin            |
| ----- | ---------------------- | ----- | --------------- | -------------- |
|       | Rodolfo Medina del Río |       | 6 janvier 2016  | 4 janvier 2017 |
|       | Rodolfo Marco Torres   |       | 16 janvier 2014 | 28 avril 2016  |

### Ministère des Finances (2013-2014)
En 2013, le décret présidentiel n°1 publié au Journal Officiel n°40151 du 22 avril 2013 scinde de nouveau le ministère en deux entités distinctes, le ministère du Pouvoir Populaire pour les Finances et le ministère du Pouvoir Populaire de la Planification.
| Image | Nom             | Parti | Début | Fin  |
| ----- | --------------- | ----- | ----- | ---- |
|       | Nelson Merentes |       | 2013  | 2014 |

### Ministres de la Planification et les Finances (2010-2013)
Le 1er février 2010, le décret n°7187 publié au Journal Officiel n°39358 autorise la fusion entre le ministère du Pouvoir Populaire pour la Planification et le Développement avec celui du Pouvoir Populaire pour l'Économie et les Finances pour devenir le ministère du Pouvoir Populaire pour la Planification et les Finances. 
| Image | Nom            | Parti | Début | Fin  |
| ----- | -------------- | ----- | ----- | ---- |
|       | Jorge Giordani |       | 2010  | 2013 |

### Ministre de l'Économie et les Finances (2008-2010)
En 2008, la dénomination du portefeuille change en « Ministère du Pouvoir Populaire pour l'Économie et les Finances » selon le décret présidentiel n°6236 publié au Journal Officiel n°38974 du 16 juillet 2008
| Image | Nom                  | Parti | Début          | Fin             |
| ----- | -------------------- | ----- | -------------- | --------------- |
|       | Alí Rodríguez Araque |       | 15 juin 2008 ? | 15 janvier 2010 |

### Ministre des Finances (1999-2008)
En 1999, le ministère des Impôts devient le ministères des Finances selon le décret 253, publié au Journal Officiel (Gaceta official) n°36775 du 30 août 1999.
| Image | Nom                  | Parti | Début          | Fin            |
| ----- | -------------------- | ----- | -------------- | -------------- |
|       | Rafael Isea          |       | 2008           | 2008           |
|       | Rodrigo Cabezas      |       | 8 janvier 2007 | 2008           |
|       | Nelson Merentes      |       | 2004           | 8 janvier 2007 |
|       | Tobías Nóbrega       |       | 17 avril 2002  | 2004           |
|       | Francisco Usón       |       | 2002           | 17 avril 2002  |
|       | Nelson Merentes      |       | 2001           | 2002           |
|       | José Alejandro Rojas |       | 1999           | 2000           |

### Ministres précédents
| Image | Nom                                 | Parti | Début            | Fin              |
| ----- | ----------------------------------- | ----- | ---------------- | ---------------- |
|       | Maritza Izaguirre                   |       | 1998             | 1999             |
|       | Freddy Rojas Parra                  |       | 1997             | 1998             |
|       | Luis Raúl Matos Azócar              |       | 1995             | 1997             |
|       | Julio Sosa Rodríguez                |       | 1994             | 1995             |
|       | Carlos Rafael Silva                 |       | 1993             | 1994             |
|       | Pedro Rosas Bravo                   |       | 1992             | 1993             |
|       | Roberto Pocaterra Silva             |       | 1990             | 1992             |
|       | Eglé Iturbe de Blanco               |       | 1989             | 1990             |
|       | Héctor Hurtado                      |       | 1987             | 1989             |
|       | Manuel Azpúrua Arreaza              |       | 2 février 1984   | 1987             |
|       | Arturo Sosa                         |       | 8 décembre 1982  | 2 février 1984   |
|       | Luis Ugueto Arismendi               |       | 12 mars 1979     | 8 décembre 1982  |
|       | Luis José Silva Luongo              |       | 1977             | 12 mars 1979     |
|       | Héctor Hurtado                      |       | 1974             | 1977             |
|       | Luis Enrique Oberto                 |       | 1972             | 1974             |
|       | Pedro Tinoco                        |       | 1969             | 1972             |
|       | Francisco Mendoza                   |       | 1968             | 1969             |
|       | Benito Raúl Losada                  |       | 1967             | 1968             |
|       | Eddie Morales Crespo                |       | 1965             | 1967             |
|       | Andrés Germán Otero                 |       | 1961             | 1965             |
|       | Tomás Enrique Carrillo Batalla      |       | 1960             | 1961             |
|       | José Antonio Mayobre                |       | 28 mai 1958      | 1960             |
|       | Arturo Sosa                         |       | 23 janvier 1958  | 28 mai 1958      |
|       | José Giacopini Zárraga              |       | 1958             | 23 janvier 1958  |
|       | Pedro Guzmán Rivera                 |       | 1953             | 1958             |
|       | Aurelio Arreaza Arreaza             |       | 1952             | 1953             |
|       | Manuel Pérez Guerrero               |       | 1947             | 1948             |
|       | Carlos D’Ascoli                     |       | 1945             | 1947             |
|       | Alfonso Espinoza                    |       | 1945             | 1945             |
|       | Arturo Uslar Pietri                 |       | 3 mai 1943       | 1945             |
|       | Rodolfo Rojas                       |       | 18 octobre 1942  | 3 mai 1943       |
|       | Alfredo Machado Hernández           |       | 5 mai 1941       | 18 octobre 1942  |
|       | Francisco Parra                     |       | 1936             | 5 mai 1941       |
|       | Gustavo Herrera                     |       | 1936             | 1936             |
|       | Manuel Egaña Barroeta               |       | 10 août 1936     | 1936             |
|       | Alberto Adriani                     |       | 29 avril 1936    | 10 août 1936     |
|       | Alejandro Lara                      |       | 2 mars 1936      | 29 avril 1936    |
|       | Efraín González                     |       | 13 juillet 1931  | 2 mars 1936      |
|       | José María García                   |       | 13 juin 1931     | 13 juillet 1931  |
|       | Rafael María Velasco                |       | 19 avril 1929    | 13 juin 1931     |
|       | Melchor Centeno Grau                |       | 24 juin 1922     | 19 avril 1929    |
|       | Román Cárdenas                      |       | 19 décembre 1908 | 24 juin 1922     |
|       | Abel Santos                         |       | 1908             | 19 décembre 1908 |
|       | Arnaldo Morales                     |       | 1907             | 1908             |
|       | Eduardo Celis                       |       | 1906             | 1907             |
|       | José Cecilio De Castro              |       | 1903             | 1906             |
|       | Ramón Tello Mendoza                 |       | 1899             | 1903             |
|       | Juan Pietri Pietri                  |       | 1892             | 1895             |
|       | Juan Pablo Rojas Paúl               |       | 1887             | 1888             |
|       | Raimundo Andueza Palacio            |       | 1879             | 1879             |
|       | Jacinto Gutiérrez                   |       | 1879             | 1879             |
|       | Trinidad Celis Ávila                |       | 1878             | 1879             |
|       | Raimundo Andueza Palacio            |       | 1877             | 1878             |
|       | Jacinto Gutiérrez                   |       | 1870             | 1871             |
|       | Wenceslao Urrutia                   |       | 1868             | 1868             |
|       | Antonio Guzmán Blanco               |       | 1868             | 1868             |
|       | Octavio Urdaneta                    |       | 1864             | 1864             |
|       | Fermín Toro                         |       | 1858             | 1858             |
|       | Jacinto Gutiérrez                   |       | 1855             | 1857             |
|       | Fermín Toro                         |       | 1847             | 1847             |
|       | José Félix Blanco                   |       | 1847             | 1847             |
|       | Santos Michelena                    |       | 1830             | 1837             |
|       | Diego Bautista Urbaneja             |       | 25 novembre 1829 | 1830             |
|       | José Rafael Revenga                 |       | 1828             | 25 novembre 1829 |
|       | José del Castillo y Rada Pedro Gual |       | 3 octobre 1821   | 1828             |
|       | Diego Bautista Urbaneja             |       | 1821             | 3 octobre 1821   |
|       | José Rafael Revenga                 |       | 8 mai 1819       | 1821             |
|       | Manuel Palacio Fajardo              |       | 27 février 1819  | 8 mai 1819       |